# Strada statale 32 (Serbia)
La strada statale 32 (in serbo Државни пут 32?, Državni put 32) è una strada statale della Serbia, che collega Ribariće a Kosovska Mitrovica.
Parti della strada sono comprese negli itinerari europei E65 ed E80.

## Percorso
La strada è definita dai seguenti capisaldi d'itinerario: "Ribariće - Zubin Potok - Kosovska Mitrovica".
Si noti che parte della strada corre nel territorio del Kosovo, de facto indipendente; il governo kosovaro non riconosce la numerazione stradale serba, e mantiene in uso la vecchia numerazione M-2 risalente all'epoca jugoslava.